# بیجان (جزیره)
بیجان (Bijân) جزیره‌ای است در میانهٔ رود فرات، در سرزمین تاریخی سوهوم (واقع در عراق امروزی). این جزیره متعلق به گروهی از جزایر است که در آن‌ها محوطه‌های باستان‌شناسی شناسایی شده‌اند.

## پژوهش‌های باستان‌شناسی
پژوهش‌های نجات‌بخش باستان‌شناسی در جزیرهٔ بیجان در چارچوب طرح بین‌المللی نجات سد حدیثه انجام شد. این منطقه قرار بود به‌واسطهٔ ساخت سدی بر رود فرات زیر آب برود؛ اکنون این منطقه بخشی از دریاچه قادسیه است. به درخواست ادارهٔ آثار باستانی عراق، از سال ۱۹۷۹ تا ۱۹۸۳ چندین هیئت باستان‌شناسی عراقی و خارجی در این منطقه به فعالیت پرداختند. یکی از نخستین و فعال‌ترین گروه‌ها توسط مرکز لهستانی باستان‌شناسی مدیترانه‌ای دانشگاه ورشو (که آن زمان مرکز پژوهشی قاهره، مرکز باستان‌شناسی مدیترانه‌ای دانشگاه ورشو نام داشت) زیر نظر میخائو گاولیکوفسکی و سپس ماریا کروگولسکا سازماندهی شد. این هیئت طی پنج سال، هشت فصل کاوش انجام داد.

## توصیف محوطه
قدیمی‌ترین ساختارهای شناسایی‌شده، مربوط به آغاز هزارهٔ یکم پیش از میلاد هستند و شامل دیوارهایی از بلوک‌های بزرگ سنگ‌آهکی با ضخامت ۵ تا ۶ متر می‌شوند. در دوران امپراتوری آشوری نو (سدهٔ هفتم پیش از میلاد)، دژی از خشت خام بر این جزیره ساخته شد و بعدها توسعه یافت. پس از حدود ۶۰۰ سال وقفه در سکونت، اشغال این مکان در دوره‌های شاهنشاهی اشکانی، امپراتوری روم و آغاز دورهٔ اسلامی ادامه یافت. از مهم‌ترین یافته‌ها می‌توان به یک مجمر مفرغی اشکانی با دسته‌ای به‌شکل اسب، کاسه‌ای سفالی با کتیبه‌ای جادویی به زبان آرامی، سکه‌ها و چراغ‌های رومی، و سفال و شیشه‌های متعلق به دوران عباسیان (دورهٔ اسلامی نخستین) اشاره کرد.